# Fairview (Ohio)
Fairview és una població dels Estats Units a l'estat d'Ohio. Segons el cens del 2000 tenia 81 habitants.

## Demografia
Segons el cens del 2000, Fairview tenia 81 habitants, 26 habitatges, i 21 famílies. La densitat de població era de 74,5 habitants/km².
Dels 26 habitatges en un 30,8% hi vivien nens de menys de 18 anys, en un 69,2% hi vivien parelles casades, en un 15,4% dones solteres, i en un 15,4% no eren unitats familiars. En el 7,7% dels habitatges hi vivien persones soles el 3,8% de les quals corresponia a persones de 65 anys o més que vivien soles. El nombre mitjà de persones vivint en cada habitatge era de 3,12 i el nombre mitjà de persones que vivien en cada família era de 3,41.
Per edats la població es repartia de la següent manera: un 28,4% tenia menys de 18 anys, un 7,4% entre 18 i 24, un 21% entre 25 i 44, un 30,9% de 45 a 60 i un 12,3% 65 anys o més.
L'edat mediana era de 40 anys. Per cada 100 dones de 18 o més anys hi havia 100 homes.
La renda mediana per habitatge era de 32.250 $ i la renda mediana per família de 33.750 $. Els homes tenien una renda mediana de 31.250 $ mentre que les dones 13.125 $. La renda per capita de la població era de 10.561 $. Aproximadament el 8,3% de les famílies i el 9,1% de la població estaven per davall del llindar de pobresa.

## Poblacions properes
El següent diagrama mostra les poblacions més properes.